# Vila (mytologi)
För andra betydelser, se Vila.

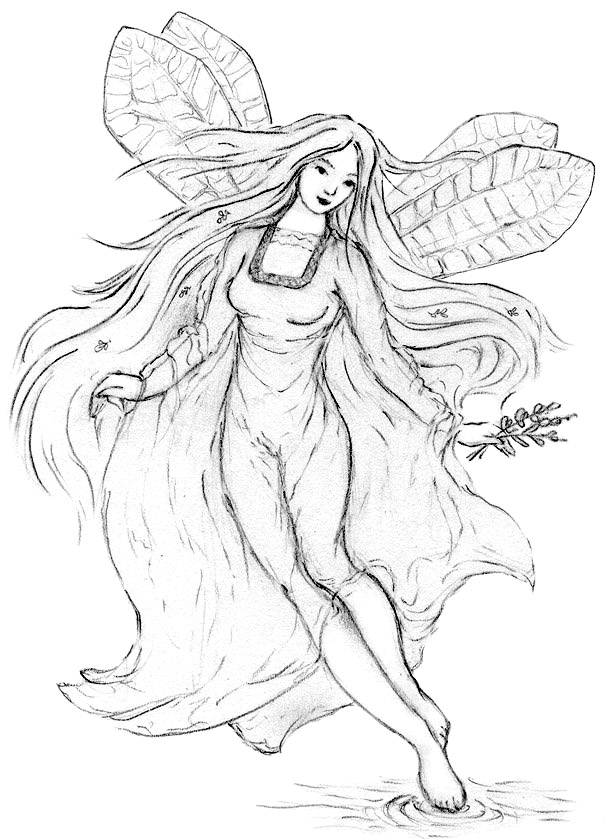
Vila

Vila är i sydslavisk mytologi ett kvinnoväsen, motsvarande ryska rusalka, skogsrå eller vattennymf, älva, i äldre tid även förekommande hos andra slaver. 
Enligt folktron vistades de i skogar, där de med pilar jagade vilddjur, eller vid floder, där de nattetid trådde sina danser vid månsken. Några vilor troddes också sväva i molnen för att framkalla storm. De ansågs farliga för människor, som störde deras samkväm, men kunde även ingå fostbrödralag med trofasta hjältar. I Bulgarien kallades de samovily, samodivy eller judy. De har spelat en ofantlig roll i den sydslaviska folkpoesin. I sydslavernas diktning används vila ofta som omskrivning för mö, herdinna i allmänhet. 